# Faride Zerán
Faride Zerán Chelech (Puerto Natales, 6 de noviembre de 1949) es una periodista, profesora y escritora chilena. En 2007 fue galardonada con el Premio Nacional de Periodismo.

## Biografía
Hija de Hassan Zerán Oliva y Alia Chelech Brac, su abuelo paterno —Herr Zerán— era un druso originario de Palestina, y el materno —Alia Chelech— venía de Siria. Estos inmigrantes árabes se instalaron en Puerto Natales, donde nació Zerán, que posteriormente viviría en Punta Arenas y Puerto Montt. Fue en esta ciudad donde terminó la secundaria —en el Liceo de Niñas Isidora Zegers de Huneeus— y  realizó sus primeros trabajos periodísticos, en la Radio Reloncaví antes de trasladarse a Santiago para realizar estudios superiores.
Se tituló de periodista en la Universidad de Chile y en sus años de estudiante se hizo allendista, «la única de la familia»; desde 1971 y hasta el golpe militar de 1973, encabezado por el general Augusto Pinochet, trabajó en la revista Chile Hoy, que dirigía la teórica marxista Marta Harnecker.
Producto del golpe de Estado abandonó Chile en 1974: primero exiliada en Argentina, país donde se casó con el cineasta Sergio Trabucco, y posteriormente en Venezuela, donde trabajó en el Diario Punto (de reportera y posteriormente de editora internacional), en el Banco del Libro de Venezuela, en las revistas Élite y Escena; regresaron en 1979. El matrimonio tuvo dos hijos: Sergio, periodista, máster en teoría del arte y gestor cultural, y Alia Trabucco, abogada y escritora (cuya obra La resta obtuvo el premio del Consejo del Libro y la Lectura 2014 a la mejor novela inédita).
En los años 1980 fue subdirectora y copropietaria de Pluma y Pincel durante su segunda etapa chilena (la revista había sido fundada por Gregorio Goldemberg en Buenos Aires y en 1982 había comenzado a publicarse en Santiago); colaboradora del suplemento dominical de cultura del diario La Época hasta su cierre en 1998. Pocos meses después, en octubre del mismo año, funda con un grupo de periodistas, intelectuales y amigos la revista Rocinante,  que dirigió hasta que dejó de publicarse en 2005 por falta de recursos. Trabajó asimismo en las revistas Análisis y Los Tiempos, en ambas como editora cultural.
Entre 1993 y 2002 participó en el programa de televisión El show de los libros, donde se desempeñó como crítica literaria. Fue también integrante del directorio de Televisión Nacional de Chile entre los años 2000 y 2004. Fue conductora del programa Puerto Libre de la Radio Universidad de Chile entre 1997 y 1999, y de Entre Nos en Radio Tierra.
Fundadora del Instituto de la Comunicación e Imagen de la Universidad de Chile, en el que desempeñó el cargo de directora entre 2003 y 2010. En 2014 fue nombrada vicerrectora de Extensión y Comunicaciones de su alma máter, en la que imparte las cátedras de Ética y Tratamientos Periodísticos y el Taller de Crónica y Entrevista para estudiantes de periodismo.
Además del Premio Nacional de Periodismo, que recibió en 2007, ha obtenido otros galardones, como el del Consejo del Libro y la Lectura por su ensayo La guerrilla literaria (1993) En 2014 recibió la Condecoración al Mérito Amanda Labarca, que distingue a «mujeres universitarias destacadas en el dominio de la cultura y el servicio del país» y en 2022 la Medalla Rector Juvenal Hernández en la mención Artes, Letras y Humanidades, distinción que se entrega por la Universidad de Chile a egresados que hayan prestado servicios distinguidos a la universidad y al país, siendo la primera mujer en recibirla en dicha mención.
En marzo de 2022 fue nombrada por el presidente Gabriel Boric como presidenta del Consejo Nacional de Televisión (CNTV), cargo que asumió en abril siguiente y que dejó en marzo de 2023.

## Algunos libros publicados
- O el asilo contra la opresión. 23 historias para recordar, Paradox, Santiago, 1991
- Al pie de la letra. Entrevistas de fin de siglo, Grijalbo, Santiago, 1995
- La guerrilla literaria. Huidobro, De Rokha, Neruda, Ediciones Bat, Santiago, 1992 (6.ª edición aumentada: La guerrilla literaria y otras escaramuzas; Fondo de Cultura Económica, Santiago, 2023)
- Desacatos al desencanto, entrevistas publicadas en La Época entre 1995 y 1997; LOM, Santiago, 1997
- Tiempos que muerden. Biografía inconclusa de Fernando Castillo Velasco, LOM, Santiago, 1998
- Encuentros con la memoria, LOM, Santiago, 2004
- Tejado de vidrio, crónicas del malestar, LOM, Santiago, 2007
- Las cartas sobre la mesa, selección de escritos en la revista Rocinante; LOM, Santiago, 2009
- Carmen Waugh. La vida por el arte, Lumen, Santiago, 2012
- De triunfos y derrotas: Narrativas críticas para el Chile actual, LOM, Santiago, 2023

## Premios y distinciones
- Premio Mejores Obras Literarias Publicadas 1992, por su ensayo La guerrilla literaria (Consejo Nacional del Libro y la Lectura)
- Premio Nacional de Periodismo 2007
- Condecoración al Mérito Amanda Labarca 2014
- Medalla Rector Juvenal Hernández 2022, en la mención Artes, Letras y Humanidades